# Winters (Californië)
Winters is een plaats (city) in de Amerikaanse staat Californië, en valt bestuurlijk gezien onder Yolo County.

## Demografie
Bij de volkstelling in 2000 werd het aantal inwoners vastgesteld op 6125.
In 2006 is het aantal inwoners door het United States Census Bureau geschat op 6731, een stijging van 606 (9.9%).

## Geografie
Volgens het United States Census Bureau beslaat de plaats een oppervlakte van
7,2 km², waarvan 7,1 km² land en 0,1 km² water. Winters ligt op ongeveer 49 m boven zeeniveau.

## Plaatsen in de nabije omgeving
De onderstaande figuur toont nabijgelegen plaatsen in een straal van 24 km rond Winters.

## Geboren
- John Brinck (1908-1934), roeier